# Vollburg

Lage im Landkreis Schweinfurt

Der Staatsforst Vollburg ist ein 1,46 km² großes gemeindefreies Gebiet im unterfränkischen Landkreis Schweinfurt im Steigerwald. Das Gebiet ist komplett bewaldet.

## Lage
Der Staatsforst Vollburg liegt östlich des namensgebenden, im Bürgerwald liegenden Berges Vollberg mit 457 m Höhe. Dort sind noch Reste einer Fluchtburg aus der Hallstattzeit (Ringwall Vollburg).

## Nachbargemeinden
|                                    | Gemeinde Michelau                           |                                          |
| Bürgerwald (Gemeindefreies Gebiet) | Kompassrose, die auf Nachbargemeinden zeigt | Wustvieler Forst (Gemeindefreies Gebiet) |
|                                    | Gemeinde Rauhenebrach                       |                                          |